# Grand Prix automobile de Rome 1931
Le Grand Prix automobile de Rome 1931 (VII Reale Premio di Roma) est un Grand Prix qui s'est tenu sur le Circuito del Littorio le 7 juin 1931 et disputé par quatre classes: les véhicules de moins de 1 100 cm3 (voiturettes), les véhicules de moins de 2 000 cm3, les véhicules de moins de 3 000 cm3 et les véhicules de plus de 3 000 cm3. Les vainqueurs de la première et de la dernière manche affrontent les cinq premiers pilotes des deuxièmes et troisièmes manches lors d'une manche finale.

## Première manche

### Classement de la course
| Pos. | no       | Pilote             | Écurie | Châssis             | Tours | Temps/Abandon              | Grille |
| ---- | -------- | ------------------ | ------ | ------------------- | ----- | -------------------------- | ------ |
| 1    | 36       | José Scaron        | Privé  | Amilcar             | 25    | 45 min 53 s 6 (130,7 km/h) |        |
| 2    | 18       | Louis Decaroli     | Privé  | Salmson             | 25    | + 3 min 18 s 4             |        |
| 3    | 2        | Filippo Ardizzone  | Privé  | Delage Spéciale     | 25    | + 5 min 5 s 6              |        |
| 4    | 14       | Gianfranco Comotti | Privé  | Salmson             | 25    | + 6 min 3 s 8              |        |
| 5    | 32       | Luigi Del Re       | Privé  | Lombard AL3         | 25    | + 10 min 53 s 0            |        |
| 6    | 10       | Luigi Platé        | Privé  | BNC 527             | ?     |                            |        |
| 7    | 4/24/26? | Alfonso Attili     | Privé  | Salmson             | 25    | + 17 min 11 s 8            |        |
| Abd. | 6        | Luigi Premoli      | Privé  | Salmson             | ?     |                            |        |
| Abd. | 12       | Gerolamo Ferrari   | Privé  | Talbot Spéciale 700 | ?     |                            |        |
| Abd. | 20       | Francesco Matrullo | Privé  | Salmson             | ?     |                            |        |
| Abd. | 28       | Domingo Giorgi     | Privé  | Lombard AL3         | ?     |                            |        |
| Abd. | 30       | Giovanni Serra     | Privé  | Amilcar             | ?     |                            |        |
| Np.  | 4        | Luigi Fagioli      | Privé  | Salmson             |       | Non partant                |        |
| Np.  | 8        | Guido Boris        | Privé  | Maserati Tipo 26 C  |       | Non partant                |        |
| Np.  | 16       | Secondo Corsi      | Privé  | Maserati Tipo 26 C  |       | Non partant                |        |
| Np.  | 22       | Domenico Sily      | Privé  | S.E. ou S.Z.        |       | Non partant                |        |
| Np.  | 24       | Piero Bucci        | Privé  | Salmson             |       | Non partant                |        |
| Np.  | 26       | Albino Pratesi     | Privé  | Salmson             |       | Non partant                |        |
| Np.  | 34       | Costanzo Arzilla   | Privé  | Amilcar             |       | Non partant                |        |

- Légende: Abd.=Abandon ; Np.=Non partant

## Deuxième manche

### Grille de départ
| 1re ligne | Pos. 1              | Pos. 2              | Pos. 3          |
| --------- | ------------------- | ------------------- | --------------- |
|           | Castelbarco Bugatti | Nuvolari Bugatti    | Ruggeri Talbot  |
| 2e ligne  | Pos. 4              | Pos. 5              | Pos. 6          |
|           | Andreoni Maserati   | Balestrero Talbot   | Savi Maserati   |
| 3e ligne  | Pos. 7              | Pos. 8              | Pos. 9          |
|           | Pedrazzini Maserati | Sebastiani Maserati | Muti Maserati   |
| 4e ligne  | Pos. 10             | Pos. 11             | Pos. 12         |
|           | *                   | Biondetti Maserati  | Minozzi Bugatti |

### Classement de la course
| Pos. | no | Pilote             | Écurie                    | Châssis             | Tours | Temps/Abandon              | Grille |
| ---- | -- | ------------------ | ------------------------- | ------------------- | ----- | -------------------------- | ------ |
| 1    | 64 | Clemente Biondetti | Officine Alfieri Maserati | Maserati Tipo 26 B  | 25    | 41 min 23 s 0 (145,0 km/h) | 11     |
| 2    | 50 | Giuseppe Savi      | Privé                     | Maserati Tipo 26 B  | 25    | + 1 min 16 s 4             | 6      |
| 3    | 40 | Luigi Castelbarco  | Privé                     | Bugatti Type 39A    | 25    | + 1 min 28 s 0             | 1      |
| 4    | 58 | Giovanni Minozzi   | Privé                     | Bugatti Type 35C    | 25    | + 1 min 32 s 6             | 12     |
| 5    | 60 | Renato Balestrero  | Privé                     | Talbot 700          | 25    | + 3 min 15 s 6             | 5      |
| 6    | 56 | Guido Sebastiani   | Privé                     | Maserati Tipo 26    | 25    | + 5 min 27 s 0             | 8      |
| Abd. | 38 | Ettore Muti        | Privé                     | Maserati Tipo 26 B  | 15    |                            | 9      |
| Abd. | 48 | Amedeo Ruggeri     | Privé                     | Talbot 700          | 15    | Moteur                     | 3      |
| Abd. | 62 | Carlo Pedrazzini   | Privé                     | Maserati Tipo 26 B  | 7     |                            | 7      |
| Abd. | 52 | Tazio Nuvolari     | Privé                     | Bugatti Type 35C    | 6     | Allumage                   | 2      |
| Abd. | 72 | Alberto Andreoni   | Privé                     | Maserati Tipo 26 MM | ?     |                            | 4      |
| Np.  | 42 | Giovanni Tabacchi  | Achille Varzi             | Bugatti Type 35C    |       | Accident aux essais        |        |
| Np.  | 44 | Alberto Panerai    | Privé                     | Maserati Tipo 26    |       | Non partant                |        |
| Np.  | 44 | Emilio Gola        | Privé                     | Bugatti Type 35B    |       | Non partant                |        |
| Np.  | 54 | « Rover »          | Privé                     | Itala Tipo 61 s/c   |       | Non partant                |        |
| Np.  | 66 | Renato Danese      | Privé                     | Bugatti Type 35     |       | Non partant                |        |

- Légende: Abd.=Abandon ; Np.=Non partant

## Troisième manche

### Classement de la course
| Pos. | no | Pilote           | Écurie                    | Châssis              | Tours | Temps/Abandon              | Grille |
| ---- | -- | ---------------- | ------------------------- | -------------------- | ----- | -------------------------- | ------ |
| 1    | 74 | Achille Varzi    | Privé                     | Bugatti Type 51      | 25    | 37 min 47 s 2 (158,8 km/h) |        |
| 2    | 68 | Luigi Fagioli    | Officine Alfieri Maserati | Maserati Tipo 26 M   | 25    | + 10 s 0                   |        |
| 3    | 78 | René Dreyfus     | Officine Alfieri Maserati | Maserati Tipo 26 M   | 25    | + 17 s 8                   |        |
| 4    | 76 | Domenico Cerami  | Privé                     | Maserati Tipo 26 BMM | 25    | + 3 min 33 s 0             |        |
| 5    | 70 | Tazio Nuvolari   | Mario Dafarra             | Bugatti Type 35B     | 25    | + 4 min 55 s 0             |        |
| Np.  | 72 | Alberto Andreoni | Privé                     | Maserati Tipo 26 MM  |       | Partant dans le groupe 2   |        |

- Légende: Abd.=Abandon ; Np.=Non partant

## Quatrième manche

### Classement de la course
| Pos. | no | Pilote             | Écurie                    | Châssis                      | Tours | Temps/Abandon              | Grille |
| ---- | -- | ------------------ | ------------------------- | ---------------------------- | ----- | -------------------------- | ------ |
| 1    | 82 | Ernesto Maserati   | Officine Alfieri Maserati | Maserati Tipo V4             | 25    | 40 min 34 s 4 (147,9 km/h) |        |
| 2    | 84 | Roberto Di Vecchio | Privé                     | Itala-Hispano-Suiza Spéciale | 25    | + 6 min 21 s 6             |        |
| Np.  | 80 | Rodolfo del Drago  | Privé                     | Mercedes-Benz SS             |       | Non partant                |        |

- Légende: Abd.=Abandon ; Np.=Non partant

## Manche finale

### Grille de départ
| 1re ligne | Pos. 1              | Pos. 2             | Pos. 3           |
| --------- | ------------------- | ------------------ | ---------------- |
|           | E. Maserati         | Varzi Bugatti      | Minozzi Bugatti  |
| 2e ligne  | Pos. 4              | Pos. 5             | Pos. 6           |
|           | Cerami Maserati     | Balestrero Talbot  | Dreyfus Maserati |
| 3e ligne  | Pos. 7              | Pos. 8             | Pos. 9           |
|           | Scaron Amilcar      | Nuvolari Bugatti   | Fagioli Maserati |
| 4e ligne  | Pos. 10             | Pos. 11            | Pos. 12          |
|           | Castelbarco Bugatti | Biondetti Maserati | Savi Maserati    |

### Classement de la course
| Pos. | no | Pilote             | Écurie                    | Châssis              | Tours | Temps/Abandon                  | Grille |
| ---- | -- | ------------------ | ------------------------- | -------------------- | ----- | ------------------------------ | ------ |
| 1    | 82 | Ernesto Maserati   | Officine Alfieri Maserati | Maserati Tipo V4     | 60    | 1 h 34 min 32 s 2 (152,3 km/h) | 1      |
| 2    | 78 | René Dreyfus       | Officine Alfieri Maserati | Maserati Tipo 26 M   | 60    | + 1 min 3 s 8                  | 6      |
| 3    | 64 | Clemente Biondetti | Officine Alfieri Maserati | Maserati Tipo 26 B   | 60    | + 4 min 54 s 4                 | 11     |
| 4    | 60 | Renato Balestrero  | Privé                     | Talbot 700           | 60    | + 5 min 17 s 6                 | 5      |
| 5    | 76 | Domenico Cerami    | Privé                     | Maserati Tipo 26 BMM | 60    | + 6 min 37 s 8                 | 4      |
| 6    | 68 | Luigi Fagioli      | Officine Alfieri Maserati | Maserati Tipo 26 M   | 60    | + 15 min 30 s 6                | 9      |
| Nc.  | 40 | Luigi Castelbarco  | Privé                     | Bugatti Type 39A     | 55    | + 5 tours                      | 10     |
| Nc.  | 50 | Giuseppe Savi      | Privé                     | Maserati Tipo 26 B   | 53    | + 7 tours                      | 12     |
| Abd. | 74 | Achille Varzi      | Privé                     | Bugatti Type 51      | 32    | Allumage                       | 2      |
| Abd. | 58 | Giovanni Minozzi   | Privé                     | Bugatti Type 35C     | 23    |                                | 3      |
| Abd. | 70 | Tazio Nuvolari     | Mario Dafarra             | Bugatti Type 35B     | 5     | Ressort de soupape             | 8      |
| Abd. | 36 | José Scaron        | Privé                     | Amilcar              | 3     | Embrayage                      | 7      |

- Légende: Abd.=Abandon ; Nc.=Non classé ; Np.=Non partant

## Pole position et record du tour
- Groupe 1 (1 100 cm3)
  - Pole position :  Inconnu (Inconnu) par tirage au sort.
  - Meilleur tour en course :  José Scaron (Amilcar) en 1 min 33 s 2 (154,5 km/h) au troisième tour.
- Groupe 2 (2 000 cm3)
  - Pole position :  Luigi Castelbarco (Bugatti) par tirage au sort.
  - Meilleur tour en course :  Giovanni Minozzi (Bugatti) en 1 min 33 s 0 (154,8 km/h) au treizième tour.
- Groupe 3 (3 000 cm3)
  - Pole position :  Inconnu (Inconnu) par tirage au sort.
  - Meilleur tour en course :  Achille Varzi (Bugatti) en 1 min 28 s 6 (162,5 km/h) au vingt-deuxième tour.
- Groupe 4 (+ 3 000 cm3)
  - Pole position :  Inconnu (Inconnu) par tirage au sort.
  - Meilleur tour en course :  Ernesto Maserati (Maserati) en 1 min 28 s 6 (162,5 km/h) au vingt-cinquième tour.
- Final
  - Pole position :  Ernesto Maserati (Maserati) par tirage au sort.
  - Meilleur tour en course :  Achille Varzi (Bugatti) en 1 min 28 s 4 (162,9 km/h) au vingt-cinquième tour.